# 花椒
花椒（学名：Zanthoxylum bungeanum），又称秦椒、蜀椒（本草经）、川椒或山椒，是芸香科花椒属的一個物種。
花椒形状球形，椒皮外表红楬色，曬乾後呈黑色。有龜裂纹，顶端开裂。内含种子一粒，圆形，有光泽。花椒含有檸檬烯、香葉醇、異茴香醚、花椒油烯、水芹香烯、香草醇等等挥发性物质。具有独特浓烈香气。
花椒按大小分为大椒，（大椒又称大红袍、狮子头），其果粒大，色艳红或紫红，内皮呈淡黄色。小椒（小椒又称小黄金，色红，粒小，味麻，香味次于大椒。），按采收季节又分为秋椒和伏椒。

## 形态特征

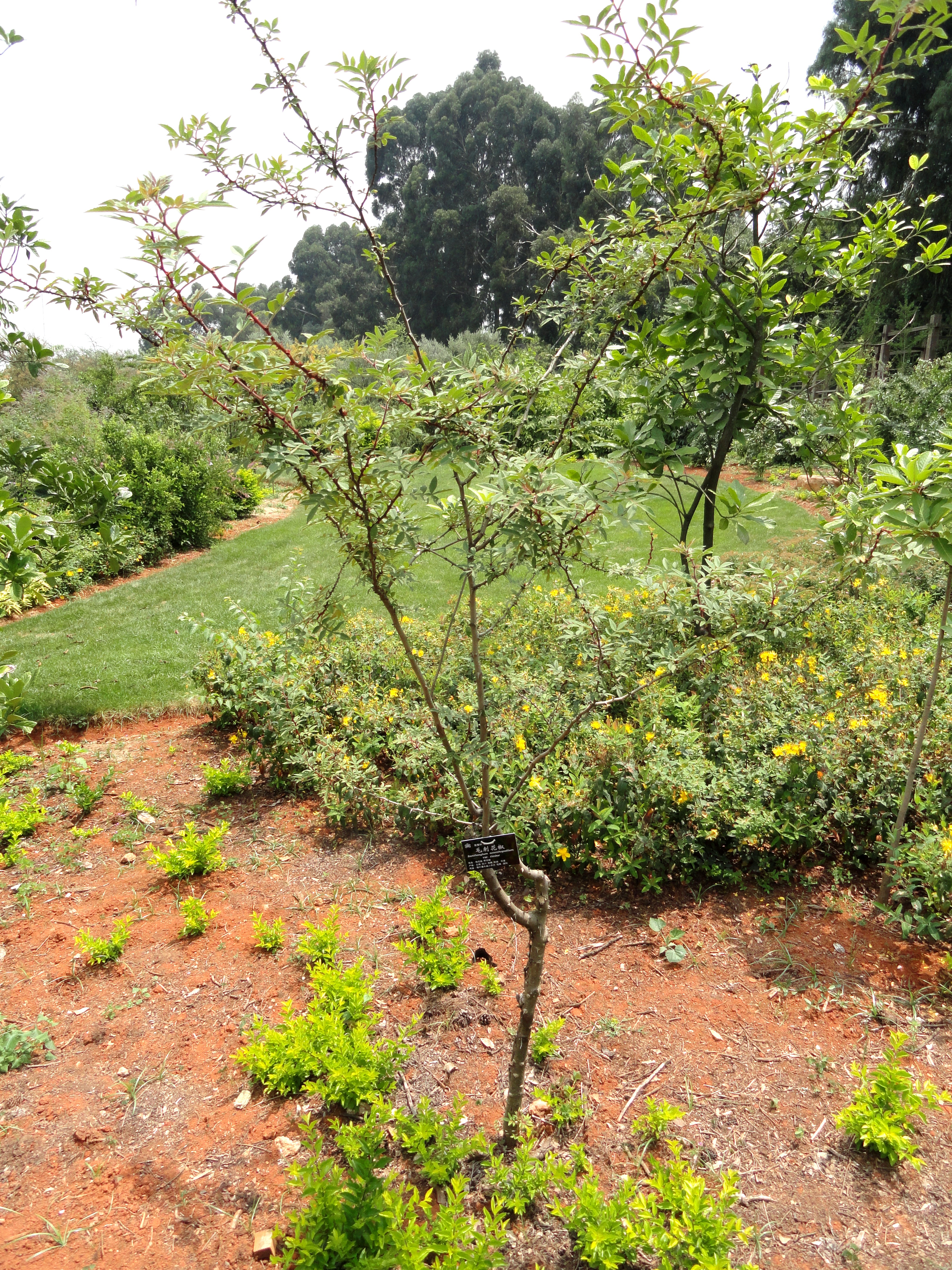
昆明植物園的Zanthoxylum acanthopodium var. timbor

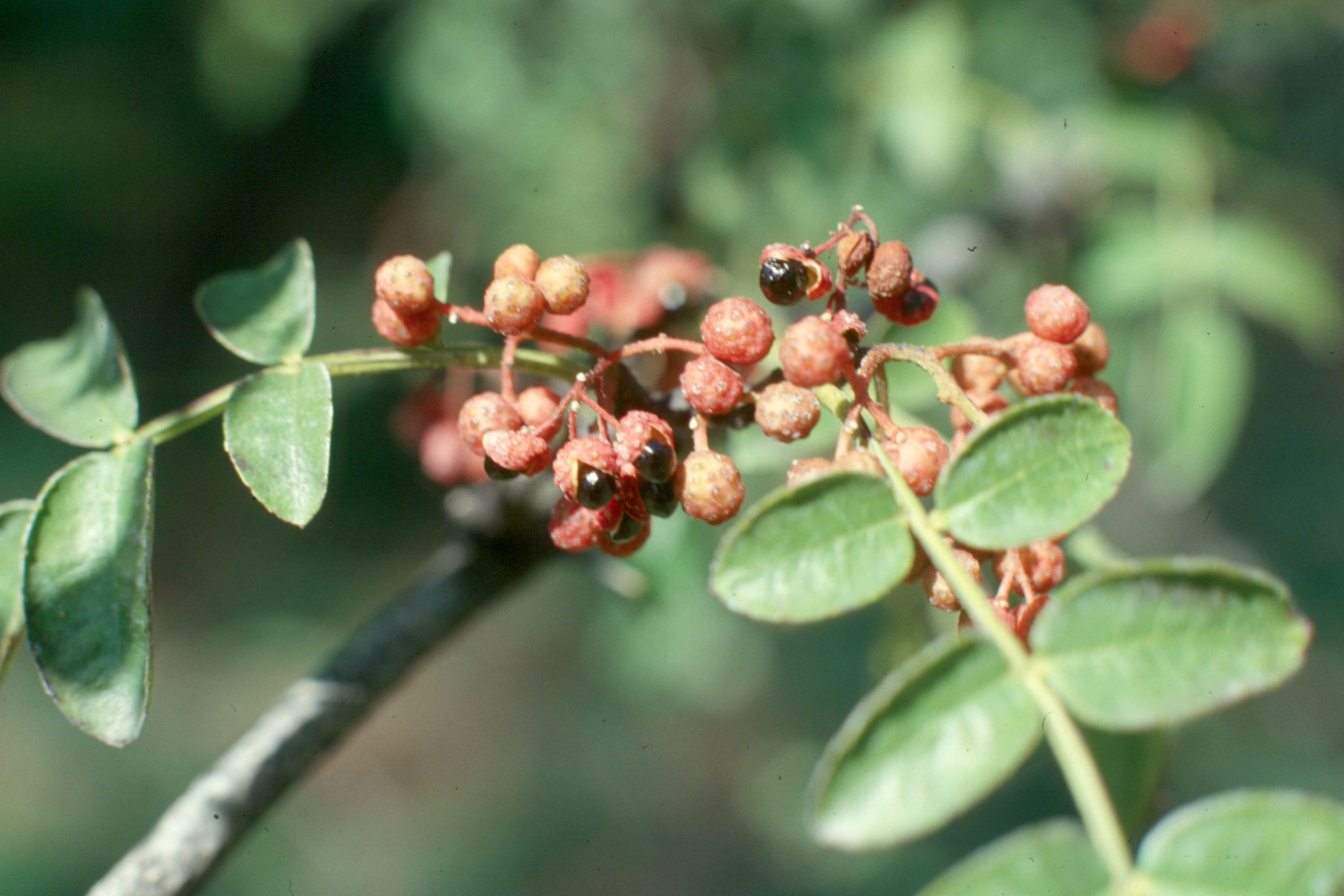
Zanthoxylum americanum的果實

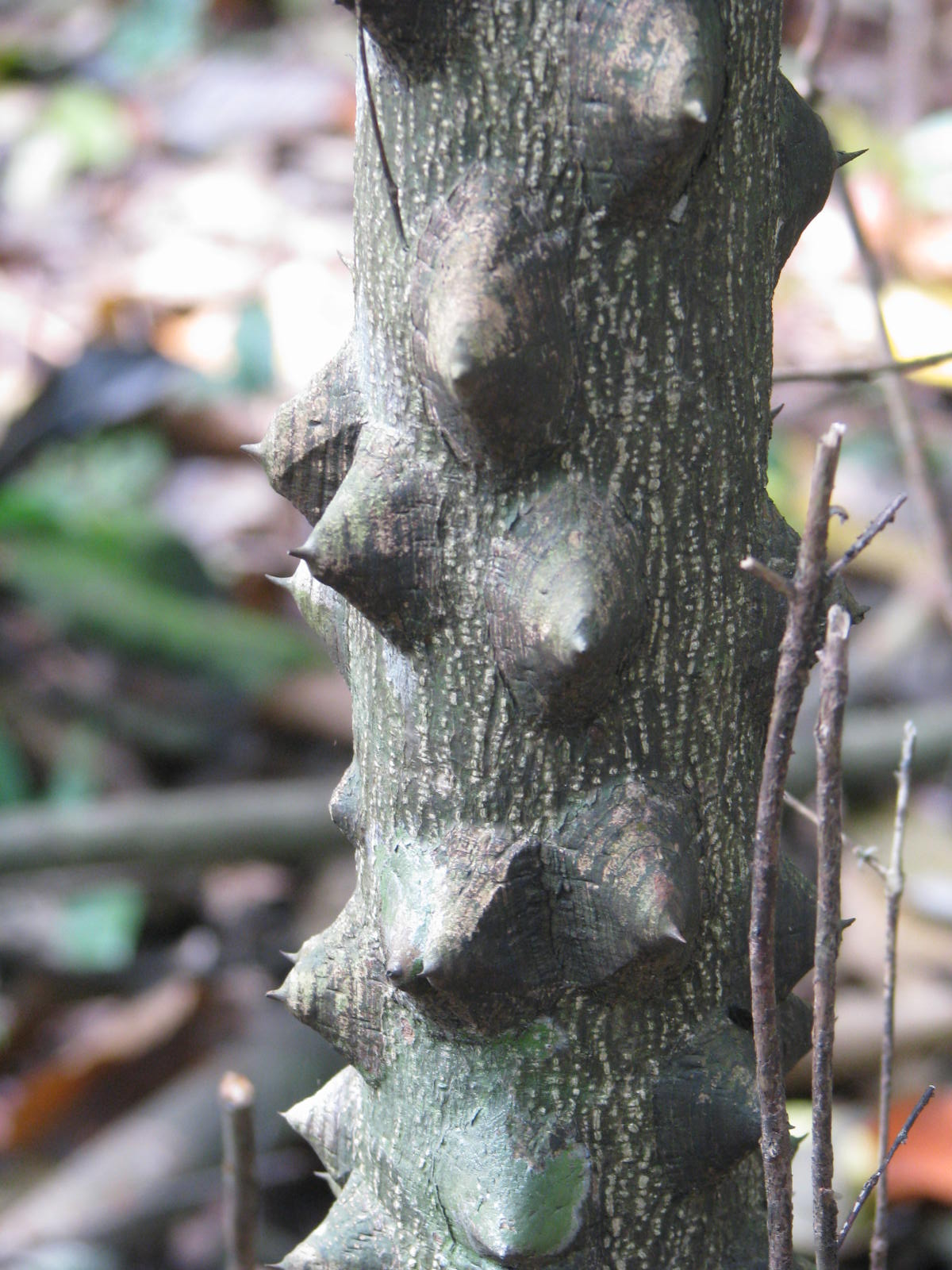
Z. rhetsa的莖

花椒树属落叶灌木，高3-7m，茎干通常有增大皮刺；枝灰色或褐灰色，有细小的皮孔及略斜向上生的皮刺；当年生小枝被短柔毛。奇数羽状复叶，叶轴边缘有狭翅；小叶5-11个，纸质，卵形或卵状长圆形，无柄或近无柄，长1.5-7cm，宽1-3cm，先端尖或微凹，基部近圆形，边缘有细锯齿，表面中脉基部两侧常被一簇褐色长柔毛，无针刺。聚伞圆锥花序顶生，花被片4-8个；雄花雄蕊5-7个，雌花心皮3-4个，稀6-7个，子房无柄。果球形，通常2-3个，红色或紫红色，密生疣状凸起的油点。花期3-5月，果期7-9月。喜光，适宜温暖湿润及土层深厚肥沃壤土、沙壤土，萌蘖性强，耐寒，耐旱，抗病能力强。不耐涝，短期积水可致死亡。

## 功效

### 中医
中醫認為花椒果性味辛、温，有小毒，可使血管扩张，从而起到降低血压的作用；服花椒水能去除寄生虫；去腥、芳香健胃、温中散寒、除湿止痛、杀虫解毒、促進食欲的功效。可以治感冒，除寒气。治女性月闭不通、产后恶血痢。

## 用途
花椒用途廣泛，果皮可作為調味料，並可提取芳香精油，又可入藥，種子可食用，也能加工製作肥皂，茎可作防护刺篱。最常使用於調味與入藥。作為调味料，花椒果及種子可除各种肉类的腥气；促进唾液分泌，增加食欲，《诗经·周颂》描述说道：“有飶其香，邦家之光。有椒其馨，胡考之宁”。花椒亦可浸制酒，李嘉佑有《夜闻江南人家赛神》诗：“雨过风清洲渚闲，椒浆醉尽迎神还”，崔寔《四民·月令》记载：“过腊一日，谓之小岁，释贺君亲，进椒酒，椒是玉衡星精，服之能老”。
中国川菜的传统烹饪方法中，大量使用花椒。随着川菜的流行，花椒的种植面积与产量也大幅度提高。甚至花椒的英语名称是Sichuan Peppercorn或Sichuanese Peppercorn（即“四川椒子”）。中国北方传统的家常调料中，花椒与大料是必备的炖肉料。

## 产地
西藏东南部至江苏、浙江沿海地带，平原至海拔较高的山地，如：青海2500米海拔的坡地均有种植；但是海南、广东不产。

## 文化
花椒树结实累累，是子孫繁衍的象徵，故《詩經·唐风》稱：“椒聊之實，藩衍盈升。”。又班固《西都賦》載“后宮則有掖庭椒房，后妃之室”，意思是皇帝的妻妾用花椒泥涂墙壁，謂之椒房，希望皇子們能像花椒树一样旺盛。

## 外部連結
- （简体中文）中国数字植物标本馆中的相关内容：花椒
- Spice Pages: Sichuan Pepper (Zanthoxylum, Szechwan peppercorn, fagara, hua jiao, sansho 山椒, timur, andaliman, tirphal) （页面存档备份，存于）
- 花椒 Huajiao （页面存档备份，存于） 藥用植物圖像數據庫 (香港浸會大學中醫藥學院) （中文）（英文）
- 花椒 中藥材圖像數據庫  (香港浸會大學中醫藥學院) （中文）（英文）
- 花椒 Hua Jiao （页面存档备份，存于） 中藥標本數據庫 (香港浸會大學中醫藥學院) （繁體中文）（英文）

## 参看
- 川菜
- 贵州菜（黔菜）
- 山椒 (妖怪)